# Liste der Stolpersteine in Magdeburg-Alte Neustadt
Die Liste der Stolpersteine in Magdeburg-Alte Neustadt enthält die Stolpersteine im Magdeburger Stadtteil Alte Neustadt, die an das Schicksal der Menschen erinnern, die im Nationalsozialismus ermordet, deportiert, vertrieben oder in den Suizid getrieben wurden. Sie ist nach Nachnamen sortiert und listet Namen, Standorte. Die Tabelle erfasst insgesamt 88 Stolpersteine und ist teilweise sortierbar; die Grundsortierung erfolgt alphabetisch nach dem Familiennamen.
| Bild                                  | Inschrift | Name                                  | Ort                                                                                     | Verlegedatum  | Anmerkungen                                                               |
| ------------------------------------- | --- | ------------------------------------- | --------------------------------------------------------------------------------------- | ------------- | ------------------------------------------------------------------------- |
| Apter, David                          | HIER WOHNTE DAVID APTER JG. 1874 ´POLENAKTION´1938 BENTSCHEN/ZBASZYN ZURÜCKGEKEHRT ´EINGEWIESEN´ 1939 HEILANSTALT JERICHOW ERMORDET 29.2.1940                    | Apter, David                          | Sieverstorstr. 40 (Karte)                                                               | 26. Sep. 2022 | Biografie: Apter_David.PDF (PDF; 554 kB)                                  |
| Arensberg, Caroline geb. Stein        | HIER WOHNTE CAROLINE ARENSBERG GEB. STEIN JG. 1873 DEPORTIERT 1942 THERESIENSTADT ERMORDET 16.7.1943                                                             | Arensberg, Caroline geb. Stein        | Wittenberger Straße / gegenüber Einmündung Papenburg-Privatweg (Karte)                  | 16. März 2011 | Biografie: Arensberg_Ehepaar.PDF (PDF; 169,5 kB)                          |
| Arensberg, Max                        | HIER WOHNTE MAX ARENSBERG JG. 1876 ´SCHUTZHAFT´ 1938 BUCHENWALD DEPORTIERT 1942 THERESIENSTADT ERMORDET 26.12.1943                                               | Arensberg, Max                        | Wittenberger Straße / gegenüber Einmündung Papenburg-Privatweg (Karte)                  | 16. März 2011 | Biografie: Arensberg_Ehepaar.PDF (PDF; 169,5 kB)                          |
| Berendsohn, Bernhard                  | HIER WOHNTE BERNHARD BERENDSOHN GEB. 1938 DEPORTIERT 1942 GHETTO WARSCHAU ERMORDET                                                                               | Berendsohn, Bernhard                  | Große Weinhofstraße 5/6, Fußweg zur Agnetenstraße (Karte)                               | 2. Juli 2008  | Biografie: Zander_Berendsohn.PDF (PDF; 582,3 kB)                          |
| Berendsohn, Hertha geb. Basch         | HIER WOHNTE HERTHA BERENDSOHN GEB. BASCH VERW. ZANDER GEB. 1903 DEPORTIERT 1942 RAVENSBRÜCK ERMORDET 7.5.1942                                                    | Berendsohn, Hertha geb. Basch         | Große Weinhofstraße 5/6, Fußweg zur Agnetenstraße (Karte)                               | 2. Juli 2008  | Biografie: Zander_Berendsohn.PDF (PDF; 582,3 kB)                          |
| Berendsohn, Kurt                      | HIER WOHNTE KURT BERENDSOHN GEB. 1889 DEPORTIERT 1942 GHETTO WARSCHAU ERMORDET                                                                                   | Berendsohn, Kurt                      | Große Weinhofstraße 5/6, Fußweg zur Agnetenstraße (Karte)                               | 2. Juli 2008  | Biografie: Zander_Berendsohn.PDF (PDF; 582,3 kB)                          |
| Brandus, Elsbeth geb. Brandus         | HIER WOHNTE ELSBETH BRANDUS GEB. BRANDUS JG. 1872 DEPORTIERT 1942 THERESIENSTADT TOT 6.11.1943                                                                   | Brandus, Elsbeth geb. Brandus         | Richard-Wagner-Straße 3a (Karte)                                                        | 25. Okt. 2011 | Biografie: Brandus_Dr_James_Ehepaar.PDF (PDF; 210,2 kB)                   |
| Brandus, James Dr.                    | HIER WOHNTE DR. JAMES BRANDUS JG. 1868 DEPORTIERT 1942 THERESIENSTADT TOT 2.4.1943                                                                               | Brandus, James Dr.                    | Richard-Wagner-Straße 3a (Karte)                                                        | 25. Okt. 2011 | Biografie: Brandus_Dr_James_Ehepaar.PDF (PDF; 210,2 kB)                   |
| Bruch, Elise geb. Szkolny             | HIER WOHNTE ELISE BRUCH GEB. SZKOLNY JG. 1873 DEPORTIERT 1942 IZBICA ERMORDET                                                                                    | Bruch, Elise geb. Szkolny             | Universitätsgelände, Gebäude 003 (Karte)                                                | 14. Nov. 2008 | Biografie: Bruch_Elise_und_Tochter_Margot.PDF (PDF; 202,2 kB)             |
| Bruch, Margot Jeanette                | HIER WOHNTE MARGOT BRUCH JG. 1911 DEPORTIERT 1942 IZBICA ERMORDET                                                                                                | Bruch, Margot Jeanette                | Universitätsgelände, Gebäude 003 (Karte)                                                | 14. Nov. 2008 | Biografie: Bruch_Elise_und_Tochter_Margot.PDF (PDF; 202,2 kB)             |
| Cohn, Gertrud geb. Jacobowltz         | HIER WOHNTE GERTRUD COHN GEB. JACOBOWITZ JG. 1897 DEPORTIERT 1942 GHETTO WARSCHAU ERMORDET JULI 1942 TREBLINKA                                                   | Cohn, Gertrud geb. Jacobowltz         | Gareisstraße / Nähe Osteinmündung (Karte)                                               | 21. Okt. 2010 | Biografie: Cohn_Dr_Martin_Ehepaar_und_Sohn_Max_Rudolf.PDF (PDF; 185,6 kB) |
| Cohn, Martin Dr.                      | HIER WOHNTE DR. MARTIN COHN JG. 1898 DEPORTIERT 1942 GHETTO WARSCHAU ERMORDET JULI 1942 TREBLINKA                                                                | Cohn, Martin Dr.                      | Gareisstraße / Nähe Osteinmündung (Karte)                                               | 21. Okt. 2010 | Biografie: Cohn_Dr_Martin_Ehepaar_und_Sohn_Max_Rudolf.PDF (PDF; 185,6 kB) |
| Cohn, Max Rudolf                      | HIER WOHNTE MAX RUDOLF COHN JG. 1931 DEPORTIERT 1942 GHETTO WARSCHAU ERMORDET JULI 1942 TREBLINKA                                                                | Cohn, Max Rudolf                      | Gareisstraße / Nähe Osteinmündung (Karte)                                               | 21. Okt. 2010 | Biografie: Cohn_Dr_Martin_Ehepaar_und_Sohn_Max_Rudolf.PDF (PDF; 185,6 kB) |
| Dessauer, Franz                       | HIER WOHNTE FRANZ DESSAUER JG. 1897 FLUCHT 1934 FRANKREICH VERHAFTET 1942 INTERNIERT DRANCY DEPORTIERT 19.7.1942 AUSCHWITZ ERMORDET                              | Dessauer, Franz                       | Universitätsgelande, Gebäude 003 (Karte)                                                | 22. Okt. 2010 | Biografie: Dessauer_Ehepaar_und_Sohn_Franz.PDF (PDF; 199,7 kB)            |
| Dessauer, Louis                       | HIER WOHNTE LOUIS DESSAUER JG. 1863 DEPORTIERT ??? | Dessauer, Louis                       | Universitätsgelande, Gebäude 003 (Karte)                                                | 22. Okt. 2010 | Biografie: Dessauer_Ehepaar_und_Sohn_Franz.PDF (PDF; 199,7 kB)            |
| Dessauer, Mathilde geb. Cahn          | HIER WOHNTE MATHILDE DESSAUER GEB. CAHN JG. 1871 FLUCHT 1939 FRANKREICH VERHAFTET 1942 INTERNIERT DRANCY DEPORTIERT 28.9.1942 AUSCHWITZ ERMORDET                 | Dessauer, Mathilde geb. Cahn          | Universitätsgelande, Gebäude 003 (Karte)                                                | 22. Okt. 2010 | Biografie: Dessauer_Ehepaar_und_Sohn_Franz.PDF (PDF; 199,7 kB)            |
| Eyck, Erna geb. Kallmann              | HIER WOHNTE ERNA EYCK GEB. KALLMANN JG. 1882 DEPORTIERT 1942 GHETTO WARSCHAU ERMORDET 1942 IN TREBLINKA                                                          | Eyck, Erna geb. Kallmann              | vor Studentenwohnheim Hohepfortestraße 40 (Karte)                                       | 25. Okt. 2011 | Biografie: Eyck_Erna.PDF (PDF; 178,6 kB)                                  |
| Frankenstein, Anna geb. Mortier       | HIER WOHNTE ANNA FRANKENSTEIN GEB. MORTIER JG. 1870 EINGEWIESEN 1935 PSYCHIATRISCHE ANSTALTEN MAGDEBURG TOT 1935                                                 | Frankenstein, Anna geb. Mortier       | Richard-Wagner-Straße 1 (Karte)                                                         | 16. März 2011 | Biografie: Frankenstein_Ehepaar_und_Sohn_Heinz.PDF (PDF; 173,5 kB)        |
| Frankenstein, Heinz                   | HIER WOHNTE HEINZ FRANKENSTEIN JG. 1903 FLUCHT 1936 WIEN 1938 BELGIEN INTERNIERT FRANKREICH DEPORTIERT 1942 AUS DRANCY ERMORDET IN AUSCHWITZ                     | Frankenstein, Heinz                   | Richard-Wagner-Straße 1 (Karte)                                                         | 16. März 2011 | Biografie: Frankenstein_Ehepaar_und_Sohn_Heinz.PDF (PDF; 173,5 kB)        |
| Frankenstein, Martin                  | HIER WOHNTE MARTIN FRANKENSTEIN JG. 1872 FLUCHTVERSUCHE 1939 NACH BELGIEN FLUCHT IN DEN TOD 1939 IN HAMBURG                                                      | Frankenstein, Martin                  | Richard-Wagner-Straße 1 (Karte)                                                         | 16. März 2011 | Biografie: Frankenstein_Ehepaar_und_Sohn_Heinz.PDF (PDF; 173,5 kB)        |
| Gabriel, Max                          | HIER WOHNTE MAX GABRIEL JG. 1862 DEPORTIERT 1942 THERESIENSTADT ERMORDET 27.11.1942                                                                              | Gabriel, Max                          | Gareisstraße / Nähe Osteinmündung Denhardtstraße (Karte)                                | 30. Nov. 2018 | Biografie: Gabriel_Ehepaar.PDF (PDF; 496,9 kB)                            |
| Gabriel, Toni (Thekla) geb. Ballo     | HIER WOHNTE THEKLA TONI GABRIEL GEB. BALLO JG. 1872 DEPORTIERT 1942 THERESIENSTADT ERMORDET 3.10.1943                                                            | Gabriel, Toni (Thekla) geb. Ballo     | Gareisstraße / Nähe Osteinmündung Denhardtstraße (Karte)                                | 30. Nov. 2018 | Biografie: Gabriel_Ehepaar.PDF (PDF; 496,9 kB)                            |
| Geisel, Emma                          | HIER WOHNTE EMMA GEISEL JG. 1880 DEPORTIERT 1942 GHETTO WARSCHAU ERMORDET                                                                                        | Geisel, Emma                          | Gareisstraße / Nähe Osteinmündung Denhardtstraße (Karte)                                | 30. Nov. 2018 | Biografie: Geisel_Emma.PDF (PDF; 494,2 kB)                                |
| Goldschmidt, Grete geb.Traube         | HIER WOHNTE GRETE GOLDSCHMIDT GEB. TRAUBE JG. 1874 DEPORTIERT 1942 THERESIENSTADT ERMORDET 29.4.1943                                                             | Goldschmidt, Grete geb.Traube         | Wittenberger Straße / gegenüber Einmündung Papenburg-Privatweg (Karte)                  | 11. Nov. 2021 | Biografie: Goldschmidt_Hermann_Ehepaar.PDF (PDF; 478,4 kB)                |
| Goldschmidt, Hermann                  | HIER WOHNTE HERMANN GOLDSCHMIDT JG. 1876 DEPORTIERT 1942 THERESIENSTADT ERMORDET 31.3.1943                                                                       | Goldschmidt, Hermann                  | Wittenberger Straße / gegenüber Einmündung Papenburg-Privatweg (Karte)                  | 11. Nov. 2021 | Biografie: Goldschmidt_Hermann_Ehepaar.PDF (PDF; 478,4 kB)                |
| Haas, Alfred                          | HIER WOHNTE ALFRED HAAS JG. 1925 UMZUG PRAG DEPORTIERT 1943 THERESIENSTADT 1943 AUSCHWITZ ERMORDET                                                               | Haas, Alfred                          | Kaiser-Otto-Ring 5 (Karte)                                                              | 8. Juli 2021  | Biografie: Haas_Familie.PDF (PDF; 997,2 kB)                               |
| Haas, Alice geb. Kussi                | HIER WOHNTE ALICE HAAS GEB. KUSSI JG. 1900 UMZUG PRAG DEPORTIERT 1943 THERESIENSTADT ERMORDET 7.4.1944                                                           | Haas, Alice geb. Kussi                | Kaiser-Otto-Ring 5 (Karte)                                                              | 8. Juli 2021  | Biografie: Haas_Familie.PDF (PDF; 997,2 kB)                               |
| Haas, Rudolf                          | HIER WOHNTE RUDOLF HAAS JG. 1891 UMZUG PRAG GEDEMÜTIGT/VERFOLGT FLUCHT IN DEN TOD 28.4.1933                                                                      | Haas, Rudolf                          | Kaiser-Otto-Ring 5 (Karte)                                                              | 8. Juli 2021  | Biografie: Haas_Familie.PDF (PDF; 997,2 kB)                               |
| Hadra, Lina geb. Ahlfeld              | HIER WOHNTE LINA LOTTE HADRA GEB. AHLFELD JG. 1886 DEPORTIERT 1942 GHETTO WARSCHAU ERMORDET                                                                      | Hadra, Lina geb. Ahlfeld              | Gareisstraße / Nähe Osteinmündung Denhardtstraße (Karte)                                | 30. Nov. 2018 | Biografie: Hadra_Lina_Lotte.PDF (PDF; 481,1 kB)                           |
| Hamlet, Lydia geb. Sternburg          | HIER WOHNTE LYDIA HAMLET GEB. STERNBERG JG. 1883 DEPORTIERT 1942 GHETTO WARSCHAU ERMORDET JULI 1942 TREBLINKA                                                    | Hamlet, Lydia geb. Sternburg          | Denhardtstraße / Universitätsgelände (Karte)                                            | 22. Okt. 2010 | Biografie: Hamlet_Lydia.PDF (PDF; 187,7 kB)                               |
| Hannach, Emmy geb. Cohn               | HIER WOHNTE EMMY HANNACH GEB COHN JG. 1875 GEDEMÜTIGT / ENTRECHTET FLUCHT IN DEN TOD 22.11.1938                                                                  | Hannach, Emmy geb. Cohn               | gegenüber Nordpark, ca.150 m westlich Einmündung Pfälzer Platz (Karte)                  | 29. Nov. 2018 | Biografie: Hannach_Ehepaar.PDF (PDF; 642 kB)                              |
| Hannach, Julius                       | HIER WOHNTE JULIUS HANNACH JG. 1861 GEDEMÜTIGT / ENTRECHTET FLUCHT IN DEN TOD 25.11.1938                                                                         | Hannach, Julius                       | gegenüber Nordpark, ca.150 m westlich Einmündung Pfälzer Platz (Karte)                  | 29. Nov. 2018 | Biografie: Hannach_Ehepaar.PDF (PDF; 642 kB)                              |
| Heinemann, Kurt                       | HIER WOHNTE KURT HEINEMANN JG. 1892 ´SCHUTZHAFT´ 1938 BUCHENWALD DEPORTIERT 1943 ERMORDET IN AUSCHWITZ                                                           | Heinemann, Kurt                       | Wittenberger Straße / gegenüber Einmündung Papenburg-Privatweg (Karte)                  | 11. Nov. 2021 | Biografie: Goldschmidt_Hermann_Ehepaar.PDF (PDF; 478,4 kB)                |
| Heinemann, Valerie geb. Fleischer     | HIER WOHNTE VALERIE HEINEMANN GEB. FLEISCHER JG. 1892 DEPORTIERT 1943 ERMORDET IN AUSCHWITZ                                                                      | Heinemann, Valerie geb. Fleischer     | Wittenberger Straße / gegenüber Einmündung Papenburg-Privatweg (Karte)                  | 11. Nov. 2021 | Biografie: Heinemann_Ku_Ehepaar.PDF (PDF; 471,4 kB)                       |
| Henschke, Albert Max                  | HIER WOHNTE ALBERT MAX HENSCHKE JG. 1935 DEPORTIERT 1943 ERMORDET IN AUSCHWITZ                                                                                   | Henschke, Albert Max                  | gegenüber Nordpark, ca. 150 m westlich Einmündung Pfälzer Platz (Karte)                 | 18. Nov. 2015 | Biografie: Henschke_Ehepaar_und_Sohn_Albert_Max.PDF (PDF; 531,2 kB)       |
| Henschke, Arie Leo                    | HIER WOHNTE ARIE LEO HENSCHKE JG. 1892 SCHUTZHAFT 1938 BUCHENWALD DEPORTIERT 1943 ERMORDET IN AUSCHWITZ                                                          | Henschke, Arie Leo                    | gegenüber Nordpark, ca. 150 m westlich Einmündung Pfälzer Platz (Karte)                 | 18. Nov. 2015 | Biografie: Henschke_Ehepaar_und_Sohn_Albert_Max.PDF (PDF; 531,2 kB)       |
| Henschke, Ruth geb. Lewin             | HIER WOHNTE RUTH HENSCHKE GEB. LEWIN JG. 1899 DEPORTIERT 1943 ERMORDET IN AUSCHWITZ                                                                              | Henschke, Ruth geb. Lewin             | gegenüber Nordpark, ca. 150 m westlich Einmündung Pfälzer Platz (Karte)                 | 18. Nov. 2015 | Biografie: Henschke_Ehepaar_und_Sohn_Albert_Max.PDF (PDF; 531,2 kB)       |
| Holder, Hersz                         | HIER WOHNTE HERSZ HOLDER JG. 1866 ´POLENAKTION´ 1938 BENTSCHEN/ZBASZYN ERMORDET IM BESETZTEN POLEN                                                               | Holder, Hersz                         | Hohenstaufenring vor Uni-Gebäude 15 (Karte)                                             | 7. Mai 2024   | Biografie: Holder_Heinrich.PDF (PDF; 549 kB)                              |
| Hornig, Salomon                       | HIER WOHNTE SALOMON HORNIG JG. 1869 DEPORTIERT 1942 THERESIENSTADT ERMORDET 21.8.1943                                                                            | Hornig, Salomon                       | Denhardtstraße zwischen Unigebäude 12 und 16 (Karte)                                    | 26. Sep. 2022 | Biografie: Hornig_Salomon.PDF (PDF; 519 kB)                               |
| Kalter, Nathan                        | HIER WOHNTE NATHAN KALTER JG. 1898 DEPORTIERT 1943 AUSCHWITZ ERMORDET 18.6.1943                                                                                  | Kalter, Nathan                        | Wittenberger Straße / gegenüber Einmündung Papenburg-Privatweg (Karte)                  | 26. Sep. 2022 | Biografie: Kalter_Nathan.PDF (PDF; 454 kB)                                |
| Kariel, Max                           | HIER WOHNTE MAX KARIEL JG. 1877 DEPORTIERT 1942 GHETTO WARSCHAU ERMORDET                                                                                         | Kariel, Max                           | Gegenüber Papenburg-Privatweg 1 (Karte)                                                 | 7. Mai 2024   | Biografie: Kariel_Max.PDF (PDF; 456 kB)                                   |
| Katz, Brunhilde                       | HIER WOHNTE BRUNHILDE KATZ JG. 1932 DEPORTIERT 1942 GHETTO WARSCHAU ???                                                                                          | Katz, Brunhilde                       | Universitätsgelände, Pausenhof Mensa (Karte)                                            | 23. März 2010 | Biografie: Katz_Ehepaar_und_Tochter_Brunhilde.PDF (PDF; 238,9 kB)         |
| Katz, Margarete (Grete) geb. Waldbaum | HIER WOHNTE MARGARETE ´GRETE´ KATZ GEB. WALDBAUM JG. 1904 DEPORTIERT 1942 GHETTO WARSCHAU ???                                                                    | Katz, Margarete (Grete) geb. Waldbaum | Universitätsgelände, Pausenhof Mensa (Karte)                                            | 23. März 2010 | Biografie: Katz_Ehepaar_und_Tochter_Brunhilde.PDF (PDF; 238,9 kB)         |
| Katz, Salomon (Sally)                 | HIER WOHNTE SALOMON ´SALLY´ KATZ JG. 1890 DEPORTIERT 1942 GHETTO WARSCHAU ???                                                                                    | Katz, Salomon (Sally)                 | Universitätsgelände, Pausenhof Mensa (Karte)                                            | 23. März 2010 | Biografie: Katz_Ehepaar_und_Tochter_Brunhilde.PDF (PDF; 238,9 kB)         |
| Katzenstein, Hermine                  | HIER WOHNTE HERMINE KATZENSTEIN JG. 1871 DEPORTIERT 1942 THERESIENSTADT ERMORDET 27.1.1943                                                                       | Katzenstein, Hermine                  | gegenüber Ernst-Lehmann-Straße 23 (Karte)                                               | 26. Sep. 2022 | Biografie: Katzenstein_Hermine.PDF (PDF; 458 kB)                          |
| Köpp, Kurt Willi                      | HIER WOHNTE KURT WILLI KÖPP JG. 1915 VERHAFTET 1937 POLIZEIGEFÄNGNIS MAGDEBURG 1941 NEUENGAMME DACHAU BUCHENWALD ERMORDET 10.7.1942 SACHSENHAUSEN                | Köpp, Kurt Willi                      | Gutenbergstraße 15 (Karte)                                                              | 7. Okt. 2011  | Biografie: Köpp_Kurt_Willi.PDF (PDF; 200,8 kB)                            |
| Kruse, Fritz Arnold                   | HIER WOHNTE FRITZ ARNOLD KRUSE JG. 1890 VERHAFTET 1939 POLIZEIGEFÄNGNIS MAGDEBURG 1940 SACHSENHAUSEN TOT 9.6.1942                                                | Kruse, Fritz Arnold                   | Uni-Gelände / östlich Mensa (Karte)                                                     | 9. Okt. 2012  | Biografie: Kruse_Fritz_Arnold.PDF (PDF; 166,2 kB)                         |
| Kürschner, Louis                      | HIER WOHNTE LOUIS KÜRSCHNER JG. 1875 DEPORTIERT 1942 THERESIENSTADT ERMORDET 12.3.1943                                                                           | Kürschner, Louis                      | Johannes-Kirsch-Straße 22 (Karte)                                                       | 8. Juli 2021  | Biografie: Kürschner_Louis.PDF (PDF; 454,2 kB)                            |
| Landmann, Leopold Moritz              | HIER WOHNTE LEOPOLD MORITZ LANDMANN JG. 1868 DEPORTIERT 1942 THERESIENSTADT ERMORDET 10.2.1943                                                                   | Landmann, Leopold Moritz              | Gutenbergstraße 1 (Karte)                                                               | 8. Juli 2021  | Biografie: Landmann_Leopold_Moritz.PDF (PDF; 457 kB)                      |
| Löwe, Berta                           | HIER WOHNTE BERTA LÖWE JG. 1864 DEPORTIERT 1942 THERESIENSTADT ERMORDET 2.5.1943                                                                                 | Löwe, Berta                           | Schifferstraße 27 (Karte)                                                               | 2. Juli 2008  | Biografie: Löwe_Bertha.PDF (PDF; 201,6 kB)                                |
| Masting, Sophie geb. Reiß             | HIER WOHNTE SOPHIE MASTING GEB. REISS JG. 1894 GEDEMÜTIGT / ENTRECHTET FLUCHT IN DEN TOD 1.9.1934                                                                | Masting, Sophie geb. Reiß             | Sandtorstraße / vor Max-Planck-Institut (Karte)                                         | 11. Sep. 2009 | Biografie: Masting_Sophie.PDF (PDF; 268,2 kB)                             |
| Meyer, Emmy                           | HIER WOHNTE EMMY MEYER GEB. REISS GESCH. MOSSGRABER JG. 1892 DEPORTIERT 1942 GHETTO WARSCHAU ERMORDET                                                            | Meyer, Emmy                           | Uni Schräg gegenüber Gustav-Adolf-Straße 22 (Karte)                                     | 10. Okt. 2023 | Biografie: Meyer_E_Ehepaar.PDF (PDF; 558 kB)                              |
| Meyer, Ernst                          | HIER WOHNTE ERNST MEYER JG. 1880 DEPORTIERT 1942 GHETTO WARSCHAU ERMORDET                                                                                        | Meyer, Ernst                          | Uni Schräg gegenüber Gustav-Adolf-Straße 22 (Karte)                                     | 10. Okt. 2023 | Biografie: Meyer_E_Ehepaar.PDF (PDF; 558 kB)                              |
| Michaelis, Hertha                     | HIER WOHNTE HERTHA MICHAELIS VERH. LEVI JG. 1899 FLUCHT 1937 HOLLAND INTERNIERT 1942 WESTERBORK DEPORTIERT 1943 SOBIBOR ERMORDET 9.4.1943                        | Michaelis, Hertha                     | Ernst-Lehmann-Straße nahe Pfälzer Platz vor Durchgang zu den Wohnheimen (Karte)         | 31. Aug. 2023 | Biografie: Levi_Herta.PDF (PDF; 502 kB)                                   |
| Moosbach, Antonie geb. Schlesinger    | HIER WOHNTE ANTONIE MOOSBACH GEB. SCHLESINGER JG. 1869 DEPORTIERT 1942 THERESIENSTADT TOT 7.3.1943                                                               | Moosbach, Antonie geb. Schlesinger    | nördliche ""West-Ost Straße"" Uni-Gelände (Karte)                                       | 11. Okt. 2013 | Biografie: Moosbach_Ehepaar.PDF (PDF; 194,7 kB)                           |
| Moosbach, Paul                        | HIER WOHNTE PAUL MOOSBACH JG. 1861 DEPORTIERT 1942 THERESIENSTADT TOT 20.3.1943                                                                                  | Moosbach, Paul                        | nördliche ""West-Ost Straße"" Uni-Gelände (Karte)                                       | 11. Okt. 2013 | Biografie: Moosbach_Ehepaar.PDF (PDF; 194,7 kB)                           |
| Platzer, Ernestine                    | HIER WOHNTE ERNESTINE PLATZER JG. 1889 DEPORTIERT 1943 AUSCHWITZ ERMORDET                                                                                        | Platzer, Ernestine                    | Ernst-Lehmann-Straße 19 (Karte)                                                         | 11. Sep. 2009 | Biografie: Platzer_Geschwister.PDF (PDF; 213,6 kB)                        |
| Platzer, Golda                        | HIER WOHNTE GOLDA PLATZER JG. 1887 DEPORTIERT 1943 AUSCHWITZ ERMORDET                                                                                            | Platzer, Golda                        | Ernst-Lehmann-Straße 19 (Karte)                                                         | 11. Sep. 2009 | Biografie: Platzer_Geschwister.PDF (PDF; 213,6 kB)                        |
| Platzer, Karla                        | HIER WOHNTE CARLA PLATZER JG. 1896 ??? ERMORDET | Platzer, Karla                        | Ernst-Lehmann-Straße 19 (Karte)                                                         | 11. Sep. 2009 | Biografie: Platzer_Geschwister.PDF (PDF; 213,6 kB)                        |
| Platzer, Siegmund                     | HIER WOHNTE SIEGMUND PLATZER JG. 1892 ??? ERMORDET | Platzer, Siegmund                     | Ernst-Lehmann-Straße 19 (Karte)                                                         | 11. Sep. 2009 | Biografie: Platzer_Geschwister.PDF (PDF; 213,6 kB)                        |
| Platzer, Sophie                       | HIER WOHNTE SOPHIE PLATZER JG. 1890 ZWANGSARBEIT IN MAGDEBURG TOT 1.7.1941                                                                                       | Platzer, Sophie                       | Ernst-Lehmann-Straße 19 (Karte)                                                         | 11. Sep. 2009 | Biografie: Platzer_Geschwister.PDF (PDF; 213,6 kB)                        |
| Rosenthal, Hermann                    | HIER WOHNTE HERMANN ROSENTHAL JG. 1870 DEPORTIERT 1942 THERESIENSTADT TOT 6.3.1943                                                                               | Rosenthal, Hermann                    | Gareisstraße / Nähe Osteinmündung Denhardtstraße (Karte)                                | 22. Okt. 2010 | Biografie: Rosenthal_Hermann_Ehepaar.PDF (PDF; 987,2 kB)                  |
| Rosenthal, Martha geb. Auerbach       | HIER WOHNTE MARTHA ROSENTHAL GEB. AUERBACH JG. 1884 DEPORTIERT 1942 THERESIENSTADT ERMORDET 9.10.1944 AUSCHWITZ                                                  | Rosenthal, Martha geb. Auerbach       | Gareisstraße / Nähe Osteinmündung Denhardtstraße (Karte)                                | 22. Okt. 2010 | Biografie: Rosenthal_Hermann_Ehepaar.PDF (PDF; 987,2 kB)                  |
| Sabatzky, Max                         | HIER WOHNTE MAX SABATZKY JG. 1865 DEPORTIERT 1942 THERESIENSTADT ERMORDET 13.1.1943                                                                              | Sabatzky, Max                         | Rathenaustraße, SO-Ecke Uni-Bibliothek (Karte)                                          | 12. Sep. 2017 | Biografie: Sabatzky_Max.PDF (PDF; 462,1 kB)                               |
| Safian, Alexander                     | HIER WOHNTE ALEXANDER SAFIAN JG. 1875 FLUCHT 1939 SHANGHAI | Safian, Alexander                     | Lüneburger Straße Ecke Rollenhagenstr. (Karte)                                          | 31. Aug. 2023 | Biografie: Safian_Ehepaar.PDF (PDF; 439 kB)                               |
| Safian, Magarethe                     | HIER WOHNTE MARGARETHE SAFIAN GEB. SCHILD JG. 1886 FLUCHT 1939 SHANGHAI                                                                                          | Safian, Magarethe                     | Lüneburger Straße Ecke Rollenhagenstr. (Karte)                                          | 31. Aug. 2023 | Biografie: Safian_Ehepaar.PDF (PDF; 439 kB)                               |
| Salomon, Anna                         | HIER WOHNTE ANNA SALOMON JG. 1893 DEPORTIERT 1943 AUSCHWITZ ERMORDET                                                                                             | Salomon, Anna                         | Ecke H.v.Tresckowstr. / Pappelallee (Karte)                                             | 7. Mai 2024   | Biografie: Salomon_Geschwister.PDF (PDF; 441 kB)                          |
| Salomon, Elisabeth                    | HIER WOHNTE ELISABETH SALOMON JG. 1892 DEPORTIERT 1943 AUSCHWITZ ERMORDET                                                                                        | Salomon, Elisabeth                    | Ecke H.v.Tresckowstr. / Pappelallee (Karte)                                             | 7. Mai 2024   | Biografie: Salomon_Geschwister.PDF (PDF; 441 kB)                          |
| Schnetz, Joseph Fidelius              | HIER WOHNTE JOSEPH SCHNETZ JG. 1901 VERHAFTET 1937 VERURTEILT §175 GEFÄNGNIS MAGDEBURG 1938-1941 STRAFLAGER EMSLAND, ROLLWALD 1941 BUCHENWALD ERMORDET 11.4.1942 | Schnetz, Joseph Fidelius              | Hohepfortestraße, Nähe Zugang 4-6 (Karte)                                               | 12. Sep. 2017 | Biografie: Schnetz_Joseph_Fidelius.PDF (PDF; 465,2 kB)                    |
| Schwantes, Martin                     | HIER WOHNTE MARTIN SCHWANTES JG. 1904 IM WIDERSTAND VERHAFTET 9.7.1944 GEFÄNGNIS MAGDEBURG HINGERICHTET 5.2.1945 ZUCHTHAUS BRANDENBURG                           | Schwantes, Martin                     | Wittenberger Straße 19 (Karte)                                                          | 24. März 2010 | Biografie: Schwantes_Martin.PDF (PDF; 183,7 kB)                           |
| Steiner, Egon Arthur                  | HIER WOHNTE EGON ARTHUR STEINER JG. 1937 FLUCHT 1937 HOLLAND INTERNIERT WESTERBORK DEPORTIERT 1942 AUSCHWITZ ERMORDET 3.3.1943                                   | Steiner, Egon Arthur                  | Wittenberger Straße / gegenüber Einmündung Papenburg-Privatweg (Karte)                  | 16. März 2011 | Biografie: Steiner_Ehepaar_und_Sohn_Egon_Arthur.PDF (PDF; 493,6 kB)       |
| Steiner, Ernst Michael                | HIER WOHNTE ERNST MICHAEL STEINER JG. 1904 FLUCHT 1937 HOLLAND INTERNIERT WESTERBORK DEPORTIERT 1942 AUSCHWITZ ERMORDET 11.3.1943 FÜRSTENGRUBE                   | Steiner, Ernst Michael                | Wittenberger Straße / gegenüber Einmündung Papenburg-Privatweg (Karte)                  | 16. März 2011 | Biografie: Steiner_Ehepaar_und_Sohn_Egon_Arthur.PDF (PDF; 493,6 kB)       |
| Steiner, Theresia geb. Gans           | HIER WOHNTE THERESIA STEINER GEB. GANS JG. 1907 FLUCHT 1937 HOLLAND INTERNIERT WESTERBORK DEPORTIERT 1942 AUSCHWITZ ERMORDET 3.9.1943                            | Steiner, Theresia geb. Gans           | Wittenberger Straße / gegenüber Einmündung Papenburg-Privatweg (Karte)                  | 16. März 2011 | Biografie: Steiner_Ehepaar_und_Sohn_Egon_Arthur.PDF (PDF; 493,6 kB)       |
| Teller, Gerda                         | HIER WOHNTE GERDA TELLER JG. 1916 FLUCHT 1939 BELGIEN DEPORTIERT 1942 AUSCHWITZ ERMORDET 31.8.1942                                                               | Teller, Gerda                         | Gareisstraße / Nähe Osteinmündung Denhardtstraße (Karte)                                | 23. März 2010 | Biografie: Teller_Max_und_Tochter_Gerda.PDF (PDF; 236 kB)                 |
| Teller, Max (Meyer)                   | HIER WOHNTE MEYER ´MAX´ TELLER JG. 1886 VERHAFTET 10.11.1939 BUCHENWALD FLUCHT 1939 BELGIEN LAGER LES MILLES DEPORTIERT AUG. 1942 AUSCHWITZ ERMORDET             | Teller, Max (Meyer)                   | Gareisstraße / Nähe Osteinmündung Denhardtstraße (Karte)                                | 23. März 2010 | Biografie: Teller_Max_und_Tochter_Gerda.PDF (PDF; 236 kB)                 |
| Torker, Channa geb. Fränkel           | HIER WOHNTE CHANNA TORKER GEB. FRÄNKEL JG. 1874 DEPORTIERT 1942 THERESIENSTADT 1943 AUSCHWITZ ERMORDET                                                           | Torker, Channa geb. Fränkel           | Rogätzer Straße, am Zaun der Feuerwehr (Karte)                                          | 28. Sep. 2016 | Biografie: Torker_Familie.PDF (PDF; 602,8 kB)                             |
| Torker, Manfred Kalmann               | HIER WOHNTE MANFRED KALMAN TORKER JG. 1930 FLUCHT 1939 LETTLAND 1941 RIGA ERMORDET                                                                               | Torker, Manfred Kalmann               | Rogätzer Straße, am Zaun der Feuerwehr (Karte)                                          | 28. Sep. 2016 | Biografie: Torker_Familie.PDF (PDF; 602,8 kB)                             |
| Torker, Nechuma Mamcia geb. Kettler   | HIER WOHNTE NECHUMA MAMCIA TORKER GEB. KETTLER JG. 1907 FLUCHT 1939 LETTLAND 1941 RIGA ERMORDET                                                                  | Torker, Nechuma Mamcia geb. Kettler   | Rogätzer Straße, am Zaun der Feuerwehr (Karte)                                          | 28. Sep. 2016 | Biografie: Torker_Familie.PDF (PDF; 602,8 kB)                             |
| Torker, Samuel Siegmund               | HIER WOHNTE SAMUEL TORKER JG. 1901 ´POLENAKTION´ 1938 BENTSCHEN / ZBASZYN FLUCHT 1939 LETTLAND 1941 RIGA ERMORDET                                                | Torker, Samuel Siegmund               | Rogätzer Straße, am Zaun der Feuerwehr (Karte)                                          | 28. Sep. 2016 | Biografie: Torker_Familie.PDF (PDF; 602,8 kB)                             |
| Tuchmann, Heinz Erich                 | HIER WOHNTE HEINZ ERICH TUCHMANN JG. 1911 FLUCHT 1933 SERBIEN 1941 ITALIEN ERSCHOSSEN 1944 BEI ROM                                                               | Tuchmann, Heinz Erich                 | Nordwestecke Walther-Rathenau-Straße / Richard-Wagner-Straße (Karte)                    | 23. März 2010 | Biografie: Tuchmann_Heinz_Erich.PDF (PDF; 243,9 kB)                       |
| Weinblum, Chaim Hirsch (Tzvi)         | HIER WOHNTE CHAIM HIRSCH WEINBLUM JG. 1894 ´POLENAKTION´ 1938 BENTSCHEN / ZBASZYN DEPORTIERT 1939 LODZ / LITZMANNSTADT ERMORDET 1944                             | Weinblum, Chaim Hirsch (Tzvi)         | Gustav-Adolf-Straße (nahe dem Übergang zur Mensa der Universität) (Karte)               | 11. Nov. 2021 | Biografie: Weinblum_Chaim_Familie.PDF (PDF; 483,7 kB)                     |
| Weinblum, Deborah                     | HIER WOHNTE DEBORAH WEINBLUM JG. 1918 FLUCHT PALÄSTINA | Weinblum, Deborah                     | Gustav-Adolf-Straße (nahe dem Übergang zur Mensa der Universität) (Karte)               | 11. Nov. 2021 | Biografie: Weinblum_Chaim_Familie.PDF (PDF; 483,7 kB)                     |
| Weinblum, Esther                      | HIER WOHNTE ESTER WEINBLUM JG. 1923 FLUCHT POLEN JULI 1939 DEPORTIERT 1939 LODZ / LITZMANNSTADT AUSCHWITZ 1944 GROSS-ROSEN BERGEN-BELSEN 1944 BEFREIT            | Weinblum, Esther                      | Gustav-Adolf-Straße (nahe dem Übergang zur Mensa der Universität) (Karte)               | 11. Nov. 2021 | Biografie: Weinblum_Chaim_Familie.PDF (PDF; 483,7 kB)                     |
| Weinblum, Ruchla geb. Laufer          | HIER WOHNTE RUCHLA WEINBLUM GEB. LAUFER JG. 1890 FLUCHT POLEN JULI 1939 DEPORTIERT 1939 LODZ / LITZMANNSTADT ERMORDET 1944                                       | Weinblum, Ruchla geb. Laufer          | Gustav-Adolf-Straße (nahe dem Übergang zur Mensa der Universität) (Karte)               | 11. Nov. 2021 | Biografie: Weinblum_Chaim_Familie.PDF (PDF; 483,7 kB)                     |
| Weißstock, Gertrud                    | HIER WOHNTE GERTRUD WEISSSTOCK JG. 1872 DEPORTIERT 1942 THERESIENSTADT TOT 12.3.1943                                                                             | Weißstock, Gertrud                    | Universitätsgelande, Gebäude 003 (Karte)                                                | 23. März 2010 | Biografie: Weißstock_Gertrud.PDF (PDF; 210,2 kB)                          |
| Wertheim, Paul                        | HIER WOHNTE PAUL WERTHEIM JG. 1858 GEDEMÜTIGT/ENTRECHTET TOT 23.1.1942                                                                                           | Wertheim, Paul                        | Hohenstaufenring gegenüber Nordpark, ca.150 m westlich Einmündung Pfälzer Platz (Karte) | 29. Nov. 2018 | Biografie: Wertheim_Ehepaar.PDF (PDF; 627,8 kB)                           |
| Wertheim, Wally geb. Priebatsch       | HIER WOHNTE WALLY WERTHEIM GEB. PRIEBATSCH JG. 1869 VOR DEPORTATION FLUCHT IN DEN TOD 2.12.1942                                                                  | Wertheim, Wally geb. Priebatsch       | Hohenstaufenring gegenüber Nordpark, ca.150 m westlich Einmündung Pfälzer Platz (Karte) | 29. Nov. 2018 | Biografie: Wertheim_Ehepaar.PDF (PDF; 627,8 kB)                           |
| Winter, Julius Dr.                    | HIER WOHNTE DR. JULIUS WINTER JG. 1874 FLUCHT 1939 HOLLAND INTERNIERT WESTERBORK DEPORTIERT 1944 THERESIENSTADT 1944 AUSCHWITZ ERMORDET                          | Winter, Julius Dr.                    | vor Studentenwohnheim Hohepfortestraße 40 (Karte)                                       | 9. Dez. 2019  | Biografie: Winter_Ehepaar.PDF (PDF; 497,3 kB)                             |
| Winter, Martha geb. Israel            | HIER WOHNTE MARTHA WINTER GEB. ISRAEL JG. 1876 FLUCHT 1939 HOLLAND TOT 5.1.1940 AMSTERDAM                                                                        | Winter, Martha geb. Israel            | vor Studentenwohnheim Hohepfortestraße 40 (Karte)                                       | 9. Dez. 2019  | Biografie: Winter_Ehepaar.PDF (PDF; 497,3 kB)                             |
| Zander, Adolfine Erika                | HIER WOHNTE ADOLFINE ERIKA ZANDER GEB. 1927 DEPORTIERT 1942 GHETTO WARSCHAU ERMORDET                                                                             | Zander, Adolfine Erika                | Große Weinhofstraße 5/6, Fußweg zur Agnetenstraße (Karte)                               | 2. Juli 2008  | Biografie: Zander_Berendsohn.PDF (PDF; 582,3 kB)                          |
| Zander, Helma                         | HIER WOHNTE HELMA ZANDER GEB. 1931 DEPORTIERT 1942 GHETTO WARSCHAU ERMORDET                                                                                      | Zander, Helma                         | Große Weinhofstraße 5/6, Fußweg zur Agnetenstraße (Karte)                               | 2. Juli 2008  | Biografie: Zander_Berendsohn.PDF (PDF; 582,3 kB)                          |
| Zander, Irmgard                       | HIER WOHNTE IRMGARD ZANDER GEB. 1924 DEPORTIERT 1942 GHETTO WARSCHAU ERMORDET                                                                                    | Zander, Irmgard                       | Große Weinhofstraße 5/6, Fußweg zur Agnetenstraße (Karte)                               | 2. Juli 2008  | Biografie: Zander_Berendsohn.PDF (PDF; 582,3 kB)                          |
| Zander, Ruth                          | HIER WOHNTE RUTH ZANDER GEB. 1934 DEPORTIERT 1942 GHETTO WARSCHAU ERMORDET                                                                                       | Zander, Ruth                          | Große Weinhofstraße 5/6, Fußweg zur Agnetenstraße (Karte)                               | 2. Juli 2008  | Biografie: Zander_Berendsohn.PDF (PDF; 582,3 kB)                          |
| Zerkowski, Hermann                    | HIER WOHNTE HERMANN ZERKOWSKI JG. 1900 VERHAFTET 1942 DEPORTIERT AUSCHWITZ ERMORDET 30.10.1943                                                                   | Zerkowski, Hermann                    | Denhardtstraße 14 (Karte)                                                               | 7. Dez. 2007  | Biografie: Zerkowski_Herrmann.PDF (PDF; 296,9 kB)                         |